# CLISP
CLISP — реалізація Коммон Лісп, розроблена Бруно Хаіблом (англ. Bruno Haible) та Міхаелем Штолем (англ. Michael Stoll).  Реалізовано варіант Ліспа, описаний в стандарті ANSI Common Lisp, разом з багатьма розширеннями.
До складу CLISP входить інтерпретатор, компілятор, відлагоджувач, CLOS, MOP, інтерфейс до зовнішніх функцій, інтерфейс до сокетів тощо.  Інтерфейс до X11 представлено в CLX, Garnet та CLUE/CLIO.  Редагування в командному рядку реалізовано з використанням readline.  CLISP може виконувати Maxima, ACL2 та багато інших програм Коммон Ліспа.
CLISP перенесено на більшість UNIX-подібних систем та інші операційні системи (родини MS Windows).
CLISP є вільним програмним забезпеченням і розповсюджується за умовами ліцензії GNU GPL.  Однак, дозволяється розповсюджувати комерційні програми, зкомпільовані у CLISP.